# رابرت ایرلند
رابرت ایرلند (انگلیسی: Robert Ireland؛ زادهٔ ۲۲ ژوئیهٔ ۱۹۰۰) بازیکن فوتبال، و سرمربی (فوتبال) است.
از باشگاه‌هایی که در آن بازی کرده‌است می‌توان به باشگاه فوتبال لیورپول اشاره کرد.